# ボニータ (お笑いコンビ)
ボニータは、吉本興業東京本社に所属する日本のお笑いコンビ。NSC東京校26期。

## メンバー
赤坂（あかさか、1998年5月29日 - ）（27歳）
ネタ作成およびボケ担当。立ち位置は向かって左。
- 本名は、赤坂 舜平（あかさか しゅんぺい）。身長175 cm、体重68 kg。血液型O型。
- 青森県八戸市出身。神奈川工科大学中退。
- 趣味は音楽を楽しむこと。特技はおいしいホットサンドを作ること。
- 坊ちゃん刈りのようにサイドを刈り上げた短髪で、眼鏡を掛けている。

下岸（しもぎし、1997年4月26日 - ）（28歳）
ツッコミ担当。立ち位置は向かって右。
- 本名は、下岸 勇斗（しもぎし はやと）。身長163 cm、体重48 kg。血液型O型。
- 大阪府堺市出身。学校法人大原学園卒業。
- 趣味は、映画鑑賞、漫画、現代短歌、都市伝説。特技は、射的、クレーム、記憶力、雑学。
- 長髪。

## 来歴
2018年、タイタンの養成所・タイタンの学校の1期生として入学し、養成所内でコンビを結成。コンビを結成した経緯について、本人たちは「タイタンの学校での余り者同士で組んだ」と話す。後にNSC大ライブで優勝した際のインタビューでは、赤坂は「小柄な関西人を相方にしたかった」と話しつつ、「下岸が運命の相手だと思う」とも述べた。
2019年、タイタンの学校を卒業。事務所には所属せず、フリーの芸人として活動。約1年間様々な事務所のオーディションを受けたものの、結果は振るわなかった。この頃について下岸は「ずっと暗いところでばかりライブをしていた」と振り返り、「もっと明るいところでライブをしたいと思った」という理由から、養成所に入り直すことを決意したと話している。
2020年、吉本総合芸能学院（NSC）に入学。東京校26期生となる。NSCに通い直したことについて、赤坂は「フリー時代、下岸の態度があまりよくなかったが、NSCでその辺りも矯正された。ついでに髪も伸びた」と話す。
2021年2月、NSC卒業ライブにて優勝。同年4月からは、神保町よしもと漫才劇場のオーディションメンバーとして活動する。
2022年12月3日に行われた「Jimbochoサバイバルバトル」の結果を受けて、同劇場の所属メンバーとなる。

## エピソード
- コンビ名の由来となったのは、BIMの楽曲「Bonita」[3]。このコンビ名を付けたのは赤坂であり、赤坂は「一番好きな曲だ」と述べている[3]。
- このことを令和ロマンのYouTubeに出演した際に話したところ、BIM本人からコメントが寄せられた[9]。これをきっかけに赤坂とBIMで飲みに行く運びになったものの、その席に下岸は呼ばれなかった[10]。
- 上記のような経緯から、赤坂はBIMに「神保町よしもと漫才劇場への所属が決まった際には、BIMさんの曲を出囃子に使いたい」と伝えていた[11]。2022年12月3日に同劇場への所属が決まった際、BIMからオリジナル楽曲の音源が提供され、出囃子として起用された[11]。

## 芸風
主に漫才。コントも行う。
赤坂が淡々とした冷静な口調でボケるのに対し、下岸がパワフルなハイトーンボイスでツッコむのが特徴。

## 出囃子
- BIM「ボニータ 出囃子」 - ラッパー・BIMがボニータのために作成したオリジナル楽曲[11][12]

## 賞レースでの成績
| 年度             | 結果      | エントリー No. | 会場                       | 日程     |
| ---------------- | --------- | -------------- | -------------------------- | -------- |
| 2019年（第15回） | 1回戦敗退 | 3367           | 新宿シアターモリエール     | 9月30日  |
| 2020年（第16回） | 1回戦敗退 | 1269           | シダックスカルチャーホール | 8月18日  |
| 2021年（第17回） | 2回戦進出 | 1598           | 雷5656会館ときわホール     | 10月16日 |
| 2022年（第18回） | 3回戦進出 | 1194           | よしもと有楽町シアター     | 10月30日 |
| 2023年（第19回） | 3回戦進出 | 1632           | KANDA SQUARE HALL          | 11月6日  |
| 2024年（第20回） | 3回戦進出 | 2790           | KANDA SQUARE HALL          | 11月8日  |
| 2025年（第21回） |           | 1818           |                            |          |

| 年度   | 結果      | 会場                       | 日程    |
| ------ | --------- | -------------------------- | ------- |
| 2019年 | 1回戦敗退 | 六本木トリコロールシアター | 7月11日 |
| 2020年 | 1回戦敗退 | CBGKシブゲキ!!             | 7月22日 |
| 2021年 | 1回戦敗退 | 南大塚ホール               | 7月14日 |
| 2022年 | 不参加    | 不参加                     | 不参加  |
| 2023年 | 不参加    | 不参加                     | 不参加  |
| 2024年 | 2回戦進出 | きゅりあん小ホール         | 8月2日  |
| 2025年 | 1回戦敗退 | 南大塚ホール               | 7月18日 |

その他
- 2021年 NSC大ライブTOKYO 2021 - 優勝
- 2023年 UNDER5 AWARD 2023 - 準決勝進出

## 出演

### ラジオ
- マイナビ Laughter Night（TBSラジオ、2021年5月29日〈28日深夜〉[19]）
- 金魚番長のデメキン（stand.fm、2021年9月24日[4][20]）
- シノブの里（stand.fm、2021年11月21日[21][22]）

### テレビドラマ
- しょうもない僕らの恋愛論（日本テレビ系、2023年） - 赤坂のみ[23]

### 配信番組
- ツイスパTV（Twitter、2021年3月8日[24][25]）
- 小杉100（YouTube、2021年9月2日[26]）

### その他
キャンペーン動画
- 朝ワン WONDA×吉本芸人（2021年12月14日）